# Lukas Van Ness
Lukas Van Ness (* 6. Juli 2001 in Barrington, Illinois) ist ein US-amerikanischer American-Football-Spieler auf der Position des Defensive Ends und Linebackers. Er spielte College Football für die Iowa Hawkeyes der University of Iowa und wurde im NFL Draft 2023 in der ersten Runde von den Green Bay Packers ausgewählt.

## Frühe Jahre und College
Van Ness wurde in Illinois geboren. Er besuchte die Barrington High School in seinem Geburtsort, an der er in der Football- und der Eishockeymannschaft aktiv war. In der Footballmannschaft wurde er sowohl als Defensive End als auch als Guard eingesetzt. Er konnte in seinem letzten Jahr an der Highschool insgesamt 67 Tackles und fünf Sacks verzeichnen. Für diese Leistung wurde er ins First-Team All-Conference und zum MSL Conference Defensive Player of the Year gewählt.
Erst spät in seiner Highschoolkarriere entschied sich Van Ness, Football gegenüber Eishockey vorzuziehen. Er erhielt eine Vielzahl von Stipendienangeboten und entschied sich, ein Stipendium der University of Iowa anzunehmen, um für die Iowa Hawkeyes Football zu spielen. In seinem Freshman-Jahr wurde er allerdings geredshirted und kam somit nicht zum Einsatz. In den folgenden beiden Jahren konnte er sich allerdings als wichtiger Spieler in der Defense der Hawkeyes etablieren und verzeichnete in 26 Spielen 70 Tackles und 13 Sacks. Am Ende der Saison 2022 wurde er aufgrund seiner Leistungen ins Second-Team All-Big Ten gewählt. Auch mit seiner Mannschaft war er erfolgreich: 2022 konnten sie den Music City Bowl gewinnen. Nach der Saison 2022 entschied sich Van Ness, sich zum NFL-Draft 2023 anzumelden und somit auf seine letzten Collegejahre zu verzichten.

## NFL
Im NFL Draft 2023 wurde Van Ness an 13. Stelle von den Green Bay Packers ausgewählt. Dort wurde er vom Defensive End zum Linebacker umgeschult. Er blieb in der Saison 2023 jedoch Backup hinter Rashan Gary und Preston Smith als Outside Linebacker. Dennoch kam er regelmäßig in der Defense und in den Special Teams zum Einsatz. So gab er sein Debüt in der NFL direkt am 1. Spieltag beim 38:20-Sieg gegen die Chicago Bears, bei dem er zwei Tackles sowie seinen ersten NFL-Sack an Justin Fields verzeichnen konnte. Sein statistisch bestes Spiel der Saison hatte er am 15. Spieltag, als er bei der 20:34-Niederlage gegen die Tampa Bay Buccaneers insgesamt vier Tackles sowie einen Sack an Quarterback Baker Mayfield verzeichnete. Insgesamt kam Van Ness in allen 17 Spielen seiner Rookie-Saison zum Einsatz und konnte dabei 32 Tackles und vier Sacks verzeichnen. Da die Packers in der Saison 9 Spiele gewannen und nur acht verloren, konnten sie sich für die Playoffs qualifizieren. Dort trafen sie in der Wildcard Round auf die Dallas Cowboys. Beim 48:32-Sieg konnte Van Ness insgesamt drei Tackles sowie einen Sack an Dak Prescott verzeichnen. Im folgenden Spiel der Divisional Round gelangen ihm zwei Tackles, die Packers unterlagen jedoch den San Francisco 49ers mit 21:24 und schieden somit aus den Playoffs aus.

## Karrierestatistiken

### Regular Season
| Saison                             | Team             | Spiele | Spiele  | Tackles | Tackles | Tackles | Tackles | Tackles | Interceptions | Interceptions | Interceptions | Interceptions | Interceptions | Interceptions | Fumbles | Fumbles | Fumbles |
| Saison                             | Team             | Gesamt | Starter | Gesamt  | Solo    | Assist  | Sack    | Safety  | PD            | Int           | Yards         | Avg           | Lang          | TD            | FF      | FR      | TD      |
| ---------------------------------- | ---------------- | ------ | ------- | ------- | ------- | ------- | ------- | ------- | ------------- | ------------- | ------------- | ------------- | ------------- | ------------- | ------- | ------- | ------- |
| 2023                               | Packers          | 17     | 0       | 32      | 24      | 8       | 4,0     | 0       | 1             | 0             | 0             | 0,0           | 0             | 0             | 0       | 0       | 0       |
| 2024                               | Packers          | 17     | 0       | 33      | 22      | 11      | 3,0     | 0       | 0             | 0             | 0             | 0,0           | 0             | 0             | 0       | 1       | 0       |
| Gesamte Karriere                   | Gesamte Karriere | 34     | 0       | 65      | 46      | 19      | 7,0     | 0       | 1             | 0             | 0             | 0,0           | 0             | 0             | 0       | 1       | 0       |
| Quelle: pro-football-reference.com |                  |        |         |         |         |         |         |         |               |               |               |               |               |               |         |         |         |

### Postseason
| Saison                             | Team             | Spiele | Spiele  | Tackles | Tackles | Tackles | Tackles | Tackles | Interceptions | Interceptions | Interceptions | Interceptions | Interceptions | Interceptions | Fumbles | Fumbles | Fumbles |
| Saison                             | Team             | Gesamt | Starter | Gesamt  | Solo    | Assist  | Sack    | Safety  | PD            | Int           | Yards         | Avg           | Lang          | TD            | FF      | FR      | TD      |
| ---------------------------------- | ---------------- | ------ | ------- | ------- | ------- | ------- | ------- | ------- | ------------- | ------------- | ------------- | ------------- | ------------- | ------------- | ------- | ------- | ------- |
| 2023                               | Packers          | 2      | 0       | 5       | 4       | 1       | 1,0     | 0       | 0             | 0             | 0             | 0,0           | 0             | 0             | 0       | 0       | 0       |
| 2024                               | Packers          | 1      | 0       | 4       | 1       | 3       | 0,0     | 0       | 0             | 0             | 0             | 0,0           | 0             | 0             | 0       | 0       | 0       |
| Gesamte Karriere                   | Gesamte Karriere | 3      | 0       | 9       | 5       | 4       | 1,0     | 0       | 0             | 0             | 0             | 0,0           | 0             | 0             | 0       | 0       | 0       |
| Quelle: pro-football-reference.com |                  |        |         |         |         |         |         |         |               |               |               |               |               |               |         |         |         |